# آرتور (نبراسکا)
آرتور(به انگلیسی: Arthur) شهری در ایالت نبراسکا کشور ایالات متحده آمریکا است که جمعیت آن در سرشماری سال ۲۰۱۰ میلادی، ۱۱۷ نفر بوده‌است.